# Dreiband-Weltmeisterschaft für Nationalmannschaften 1994

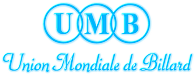
Logo UMB (ausrichtender Verband)

Veranstaltungsort: Viersen

Die Dreiband-Weltmeisterschaft für Nationalmannschaften 1994 war die 8. Auflage dieses Turniers, das seit 1981 in der Regel jährlich in der Billardvariante Dreiband ausgetragen wird. Sie fand vom 27. bis zum 30. Januar 1994 in Viersen statt.

## Spielmodus
Es nahmen 12 Mannschaften am Turnier teil. Jedes Team bestand aus zwei Spielern. Gespielt wurde in 4 Gruppen. In den Gruppen spielte jeder Spieler gegen beide Gegner. Die vier Gruppensieger erreichten das Halbfinale. 
Gespielt wurde das ganze Turnier auf 2 Gewinnsätze. Deutschland verteidigte seinen Weltmeister-Titel. Ein Vorteil war sicher auch das die BWA Profis an diesem Turnier nicht teilnehmen durften. Dadurch waren die Durchschnittsleistungen zu den Vorturnieren zum Teil auch schlechter. Trotz allem spielte die deutsche Mannschaft ein hervorragendes Turnier.
Bei Punktegleichstand wird wie folgt gewertet:
1. Matchpunkte (MP)
2. Satzverhältnis (SV)
3. Mannschafts-Generaldurchschnitt (MGD)

## Teilnehmer
| Nation        | Gruppe | Spieler 1          | Spieler 2           |
| ------------- | ------ | ------------------ | ------------------- |
| Ägypten       | A      | Anas Ibrahim       | Ihab El Messery     |
| Belgien       | C      | Paul Stroobants    | Jozef Gijsels       |
| Dänemark      | D      | Dion Nelin         | Hans Laursen        |
| Deutschland 1 | C      | Christian Rudolph  | Maximo Aguirre      |
| Deutschland 2 | B      | Johann Schirmbrand | Christian Zöllner   |
| Japan         | A      | Yoshihiko Mano     | Akio Shimada        |
| Kolumbien     | B      | Eleazar Ramirez    | Aristobulo Lopez    |
| Mexiko 1      | D      | A. Breton          | Jose Paniagua       |
| Mexiko 2      | C      | Saul Corro         | Roberto Rojas       |
| Portugal      | D      | Jorge Theriaga     | Mario Ribeiro       |
| Schweden      | B      | Lennart Blomdahl   | Björn Lohmander     |
| Spanien       | A      | Enrique Penalva    | José-Maria Quetglas |

## Gruppenphase
Die Gruppenersten zogen ins Halbfinale ein.

### Gruppe A
| Platz | Nation  | Sp. | G-U-V | MP  | PP  | SV   | MGD   | BEMD  |
| ----- | ------- | --- | ----- | --- | --- | ---- | ----- | ----- |
| 1     | Spanien | 2   | 2-0-0 | 4:0 | 7:1 | 14:3 | 1,074 | 1,235 |
| 2     | Japan   | 2   | 1-0-1 | 2:2 | 4:4 | 10:8 | 1,275 | 1,364 |
| 3     | Ägypten | 2   | 0-0-2 | 0:4 | 1:7 | 2:15 | 0,712 | -     |

| Datum         | Nation 1 | MP  | PP  | SV  | Nation 2 |
| ------------- | -------- | --- | --- | --- | -------- |
| 27. Jan. 1994 | Spanien  | 2:0 | 4:0 | 8:0 | Mexiko   |
| 28. Jan. 1994 | Japan    | 2:0 | 3:1 | 7:2 | Ägypten  |
| 29. Jan. 1994 | Spanien  | 2:0 | 3:1 | 6:3 | Japan    |

### Gruppe B
| Platz | Nation        | Sp. | G-U-V | MP  | PP  | SV   | MGD   | BEMD  |
| ----- | ------------- | --- | ----- | --- | --- | ---- | ----- | ----- |
| 1     | Deutschland 2 | 2   | 1-1-0 | 3:1 | 5:3 | 13:6 | 0,972 | 1,174 |
| 2     | Schweden      | 2   | 1-1-0 | 3:1 | 5:3 | 10:9 | 0,850 | 0,962 |
| 3     | Kolumbien     | 2   | 0-0-2 | 0:4 | 2:6 | 5:13 | 0,724 | -     |

| Datum           | Nation 1      | MP  | PP  | SV  | Nation 2  |
| --------------- | ------------- | --- | --- | --- | --------- |
| 27. Januar 1994 | Deutschland 2 | 2:0 | 3:1 | 7:2 | Kolumbien |
| 28. Januar 1994 | Schweden      | 2:0 | 3:1 | 6:3 | Kolumbien |
| 29. Januar 1994 | Deutschland 2 | 1:1 | 2:2 | 6:4 | Schweden  |

### Gruppe C
| Platz | Nation        | Sp. | G-U-V | MP  | PP  | SV   | MGD   | BEMD  |
| ----- | ------------- | --- | ----- | --- | --- | ---- | ----- | ----- |
| 1     | Deutschland 1 | 2   | 2-0-0 | 4:0 | 7:1 | 15:5 | 1,137 | 1,183 |
| 2     | Mexiko 2      | 2   | 1-0-1 | 2:2 | 4:4 | 9:12 | 0,894 | 0,887 |
| 3     | Belgien       | 2   | 0-0-2 | 0:4 | 2:6 | 6:13 | 0,931 | -     |

| Datum           | Nation 1      | MP  | PP  | SV  | Nation 2 |
| --------------- | ------------- | --- | --- | --- | -------- |
| 27. Januar 1994 | Mexiko 2      | 2:0 | 3:1 | 6:4 | Belgien  |
| 28. Januar 1994 | Deutschland 1 | 2:0 | 3:1 | 7:2 | Belgien  |
| 29. Januar 1994 | Deutschland 1 | 2:0 | 4:0 | 8:3 | Mexiko 2 |

### Gruppe D
| Platz | Nation   | Sp. | G-U-V | MP  | PP  | SV   | MGD   | BEMD  |
| ----- | -------- | --- | ----- | --- | --- | ---- | ----- | ----- |
| 1     | Portugal | 2   | 2-0-0 | 4:0 | 7:1 | 14:6 | 1,142 | 1,158 |
| 2     | Dänemark | 2   | 0-1-1 | 1:3 | 3:5 | 9:12 | 0,881 | 0,825 |
| 3     | Mexiko 1 | 2   | 0-1-1 | 1:3 | 2:6 | 8:13 | 0,827 | 0,893 |

| Datum           | Nation 1 | MP  | PP  | SV  | Nation 2 |
| --------------- | -------- | --- | --- | --- | -------- |
| 27. Januar 1994 | Mexiko 1 | 1:1 | 2:2 | 6:5 | Dänemark |
| 28. Januar 1994 | Portugal | 2:0 | 3:1 | 6:4 | Dänemark |
| 29. Januar 1994 | Portugal | 2:0 | 4:0 | 8:2 | Mexiko 1 |

## Finalrunde
|  | Halbfinale (Best of 3)       | Halbfinale (Best of 3) |                   |                   | Finale (Best of 3) | Finale (Best of 3) |
|  |                              |                        |                   |                   |                    |                    |
|  | Deutschland 1                | 2:0/4:0/8:2/1,303      |                   |                   |                    |                    |
|  | Deutschland 2                | 0:2/0:4/2:8/0,959      |                   |                   |                    |                    |
|  | 30. Januar 1994              |                        |                   |                   |                    |                    |
|  |                              |                        | 30. Januar 1994   |                   |                    |                    |
|  | Deutschland 1                | 2:0/4:0/8:1/1,505      |                   |                   |                    |                    |
|  |                              | Portugal               | 0:2/0:4/1:8/0,851 |                   |                    |                    |
|  |                              |                        |                   |                   |                    |                    |
|  | Spiel um Platz 3 (Best of 3) |                        |                   |                   |                    |                    |
|  | 30. Januar 1994              | 30. Januar 1994        | Deutschland 2     | 2:0/3:1/6:5/1,113 |                    |                    |
|  | Portugal                     | 2:0/3:1/6:4/1,384      | Spanien           | 0:2/1:3/5:6/1,044 |                    |                    |
|  | Spanien                      | 0:2/1:3/4:6/1,206      |                   |                   | 30. Januar 1994    | 30. Januar 1994    |

## Abschlusstabelle
| MP    | Match Punkte (Sieger = 2; Unentschieden = 1; Verlierer = 0) |
| SV    | Satzverhältnis (nur bei Turnieren im Satzsystem)            |
| Pkte. | Erzielte Karambolagen                                       |
| Aufn. | benötigte Aufnahmen                                         |
| GD    | Generaldurchschnitt                                         |
| MGD   | Mannschafts-Generaldurchschnitt                             |
| BED   | Bester Einzeldurchschnitt eines Spielers                    |
| BEMD  | Bester Einzeldurchschnitt einer Mannschaft                  |
| BSD   | Bester Satzdurchschnitt eines Spielers                      |
| HS    | Höchstserie                                                 |
| WRP   | Weltranglistenpunkte                                        |

| Platz | Nation        | Sp. | G-U-V | MP  | PP    | SV    | Pkt. | Aufn. | MGD   | BEMD  |
| ----- | ------------- | --- | ----- | --- | ----- | ----- | ---- | ----- | ----- | ----- |
| 1     | Deutschland 1 | 4   | 4-0-0 | 8:0 | 30:2  | 31:8  | 525  | 419   | 1,252 | 1,505 |
| 2     | Portugal      | 4   | 3-0-1 | 6:2 | 20:12 | 21:18 | 454  | 423   | 1,073 | 1,384 |
| 3     | Deutschland 2 | 4   | 3-0-1 | 6:2 | 20:12 | 21:19 | 466  | 464   | 1,004 | 1,174 |
| 4     | Spanien       | 4   | 2-0-2 | 4:4 | 22:10 | 23:15 | 481  | 450   | 1,068 | 1,235 |
| 5     | Schweden      | 2   | 1-1-0 | 3:1 | 10:6  | 10:9  | 210  | 247   | 0,850 | 0,962 |
| 6     | Japan         | 2   | 1-0-1 | 2:2 | 8:8   | 10:8  | 250  | 196   | 1,275 | 1,364 |
| 7     | Mexiko 2      | 2   | 1-0-1 | 2:2 | 6:10  | 9:12  | 228  | 255   | 0,894 | 0,887 |
| 8     | Dänemark      | 2   | 0-1-1 | 1:3 | 6:10  | 9:12  | 230  | 261   | 0,881 | 0,825 |
| 9     | Mexiko 1      | 2   | 0-1-1 | 1:3 | 6:10  | 8:13  | 221  | 267   | 0,827 | 0,893 |
| 10    | Belgien       | 2   | 0-0-2 | 0:4 | 4:12  | 6:13  | 204  | 219   | 0,931 | -,--  |
| 11    | Kolumbien     | 2   | 0-0-2 | 0:4 | 4:12  | 5:13  | 200  | 276   | 0,724 | -,--- |
| 12    | Ägypten       | 2   | 0-0-2 | 0:4 | 2:14  | 2:15  | 154  | 216   | 0,712 | -,--- |